# Nikon D80
Pour les articles homonymes, voir D80.
D70s D90
D40x
Le Nikon D80 est un appareil photographique reflex numérique fabriqué par Nikon.
Le D80 est un boîtier grand public qui remplace le D70s et vient s'intercaler entre le D40 et le D200. 
Depuis septembre 2008, il est remplacé par le Nikon D90.

## Caractéristiques

### Technique
- Dimensions : 132 mm en largeur, 103 mm en hauteur, et 77 mm en profondeur.
- Il pèse 668 g avec la batterie (qui pèse 80 g).
- Trois images par seconde en mode de prise de vues continu (rafale)
- Capteur CCD Sony au format DX, mesurant 23,6 mm par 15,8 mm, comportant 10,2 millions de pixels effectifs.
- Autofocus à corrélation de phase Multi-CAM 1000 à 11 éléments
- Moniteur ACL TFT polysilicium basse température de 2,5 pouces de diagonale avec 230 000 pixels
- Mesure TTL de l'exposition
- Format d'images en NEF et JPEG + Exif 2.2 de taille 3 872 × 2 592 pixels.
- Format de carte mémoire Secure Digital ou Secure Digital-HC.
- Accumulateur lithium-ion
- Monture F pour le couplage des objectifs au boîtier.

### Accessoires
- Poignée porte-batteries MB-D80 lui assurant une autonomie de 5 000 photos.
- Compatibilité avec les imprimantes PictBridge

## Marché
Le D80 a été dévoilé le 9 août 2006 et mis à la vente en septembre 2006. Les principaux boîtiers concurrents sont le Canon EOS 400D, le Sony Alpha 100 et le Pentax K10D.